# Maniobra de Prokeš
|   | a                                                                                   | b                                                                                   | c                                                                                   | d                                                                                   | e                                                                                   | f                                                                                   | g                                                                                   | h                                                                                   |   |
| 8 | h5 blanques rei · c4 negres rei · d3 negres peó · e3 negres peó · f1 blanques torre | h5 blanques rei · c4 negres rei · d3 negres peó · e3 negres peó · f1 blanques torre | h5 blanques rei · c4 negres rei · d3 negres peó · e3 negres peó · f1 blanques torre | h5 blanques rei · c4 negres rei · d3 negres peó · e3 negres peó · f1 blanques torre | h5 blanques rei · c4 negres rei · d3 negres peó · e3 negres peó · f1 blanques torre | h5 blanques rei · c4 negres rei · d3 negres peó · e3 negres peó · f1 blanques torre | h5 blanques rei · c4 negres rei · d3 negres peó · e3 negres peó · f1 blanques torre | h5 blanques rei · c4 negres rei · d3 negres peó · e3 negres peó · f1 blanques torre | 8 |
| 7 | h5 blanques rei · c4 negres rei · d3 negres peó · e3 negres peó · f1 blanques torre | h5 blanques rei · c4 negres rei · d3 negres peó · e3 negres peó · f1 blanques torre | h5 blanques rei · c4 negres rei · d3 negres peó · e3 negres peó · f1 blanques torre | h5 blanques rei · c4 negres rei · d3 negres peó · e3 negres peó · f1 blanques torre | h5 blanques rei · c4 negres rei · d3 negres peó · e3 negres peó · f1 blanques torre | h5 blanques rei · c4 negres rei · d3 negres peó · e3 negres peó · f1 blanques torre | h5 blanques rei · c4 negres rei · d3 negres peó · e3 negres peó · f1 blanques torre | h5 blanques rei · c4 negres rei · d3 negres peó · e3 negres peó · f1 blanques torre | 7 |
| 6 | h5 blanques rei · c4 negres rei · d3 negres peó · e3 negres peó · f1 blanques torre | h5 blanques rei · c4 negres rei · d3 negres peó · e3 negres peó · f1 blanques torre | h5 blanques rei · c4 negres rei · d3 negres peó · e3 negres peó · f1 blanques torre | h5 blanques rei · c4 negres rei · d3 negres peó · e3 negres peó · f1 blanques torre | h5 blanques rei · c4 negres rei · d3 negres peó · e3 negres peó · f1 blanques torre | h5 blanques rei · c4 negres rei · d3 negres peó · e3 negres peó · f1 blanques torre | h5 blanques rei · c4 negres rei · d3 negres peó · e3 negres peó · f1 blanques torre | h5 blanques rei · c4 negres rei · d3 negres peó · e3 negres peó · f1 blanques torre | 6 |
| 5 | h5 blanques rei · c4 negres rei · d3 negres peó · e3 negres peó · f1 blanques torre | h5 blanques rei · c4 negres rei · d3 negres peó · e3 negres peó · f1 blanques torre | h5 blanques rei · c4 negres rei · d3 negres peó · e3 negres peó · f1 blanques torre | h5 blanques rei · c4 negres rei · d3 negres peó · e3 negres peó · f1 blanques torre | h5 blanques rei · c4 negres rei · d3 negres peó · e3 negres peó · f1 blanques torre | h5 blanques rei · c4 negres rei · d3 negres peó · e3 negres peó · f1 blanques torre | h5 blanques rei · c4 negres rei · d3 negres peó · e3 negres peó · f1 blanques torre | h5 blanques rei · c4 negres rei · d3 negres peó · e3 negres peó · f1 blanques torre | 5 |
| 4 | h5 blanques rei · c4 negres rei · d3 negres peó · e3 negres peó · f1 blanques torre | h5 blanques rei · c4 negres rei · d3 negres peó · e3 negres peó · f1 blanques torre | h5 blanques rei · c4 negres rei · d3 negres peó · e3 negres peó · f1 blanques torre | h5 blanques rei · c4 negres rei · d3 negres peó · e3 negres peó · f1 blanques torre | h5 blanques rei · c4 negres rei · d3 negres peó · e3 negres peó · f1 blanques torre | h5 blanques rei · c4 negres rei · d3 negres peó · e3 negres peó · f1 blanques torre | h5 blanques rei · c4 negres rei · d3 negres peó · e3 negres peó · f1 blanques torre | h5 blanques rei · c4 negres rei · d3 negres peó · e3 negres peó · f1 blanques torre | 4 |
| 3 | h5 blanques rei · c4 negres rei · d3 negres peó · e3 negres peó · f1 blanques torre | h5 blanques rei · c4 negres rei · d3 negres peó · e3 negres peó · f1 blanques torre | h5 blanques rei · c4 negres rei · d3 negres peó · e3 negres peó · f1 blanques torre | h5 blanques rei · c4 negres rei · d3 negres peó · e3 negres peó · f1 blanques torre | h5 blanques rei · c4 negres rei · d3 negres peó · e3 negres peó · f1 blanques torre | h5 blanques rei · c4 negres rei · d3 negres peó · e3 negres peó · f1 blanques torre | h5 blanques rei · c4 negres rei · d3 negres peó · e3 negres peó · f1 blanques torre | h5 blanques rei · c4 negres rei · d3 negres peó · e3 negres peó · f1 blanques torre | 3 |
| 2 | h5 blanques rei · c4 negres rei · d3 negres peó · e3 negres peó · f1 blanques torre | h5 blanques rei · c4 negres rei · d3 negres peó · e3 negres peó · f1 blanques torre | h5 blanques rei · c4 negres rei · d3 negres peó · e3 negres peó · f1 blanques torre | h5 blanques rei · c4 negres rei · d3 negres peó · e3 negres peó · f1 blanques torre | h5 blanques rei · c4 negres rei · d3 negres peó · e3 negres peó · f1 blanques torre | h5 blanques rei · c4 negres rei · d3 negres peó · e3 negres peó · f1 blanques torre | h5 blanques rei · c4 negres rei · d3 negres peó · e3 negres peó · f1 blanques torre | h5 blanques rei · c4 negres rei · d3 negres peó · e3 negres peó · f1 blanques torre | 2 |
| 1 | h5 blanques rei · c4 negres rei · d3 negres peó · e3 negres peó · f1 blanques torre | h5 blanques rei · c4 negres rei · d3 negres peó · e3 negres peó · f1 blanques torre | h5 blanques rei · c4 negres rei · d3 negres peó · e3 negres peó · f1 blanques torre | h5 blanques rei · c4 negres rei · d3 negres peó · e3 negres peó · f1 blanques torre | h5 blanques rei · c4 negres rei · d3 negres peó · e3 negres peó · f1 blanques torre | h5 blanques rei · c4 negres rei · d3 negres peó · e3 negres peó · f1 blanques torre | h5 blanques rei · c4 negres rei · d3 negres peó · e3 negres peó · f1 blanques torre | h5 blanques rei · c4 negres rei · d3 negres peó · e3 negres peó · f1 blanques torre | 1 |
|   | a                                                                                   | b                                                                                   | c                                                                                   | d                                                                                   | e                                                                                   | f                                                                                   | g                                                                                   | h                                                                                   |   |

El 1939, Ladislav Prokeš va compondre aquest estudi de final d'escacs, que il·lustrava per primer cop la Maniobra de Prokeš. La solució comença:
1.Rg4 e2
2.Tc1+ Rd4
3.Rf3 d2
i les negres intenten promocionar un peó, cosa que guanyaria la partida. Però les blanques forcen les taules amb 
4.Tc4+! Rd3
5.Td4+! Rxd4
6.Rxe2 Rc3
7.Rd1 Rd3.
La idea és que, deixant lliure la casella c1 a la quarta jugada, la torre blanca evita que el peó negre faci una captura en aquesta casella. Llavors el rei de les blanques és en condicions d'arribar a la casella d1 i aturar el peó.